# Rehoboth-Stadt (Ost)
Rehoboth-Stadt Ost (englisch Rehoboth Urban East) ist ein Wahlkreis in der Region Hardap in Namibia. Er umfasst alle Stadtgebiete der Stadt Rehoboth östlich der Nationalstraße B1, die Stadtgebiete westlich davon zählen zum Wahlkreis Rehoboth-Stadt (West).
Der Wahlkreis hat 29.200 Einwohner (Stand 2023) auf einer Fläche von 288 Quadratkilometern.

## Wahlen
| Wahl | Name         | Partei | Stimmenanteil |
| ---- | ------------ | ------ | ------------- |
| 1992 |              |        |               |
| 1998 | Alfred Dax   | SWAPO  | 52,2 %        |
| 2004 | Eduard Wambo | SWAPO  | 55,5 %        |
| 2010 | Eduard Wambo | SWAPO  | 61,6 %        |
| 2015 | Eduard Wambo | SWAPO  | 65,5 %        |
| 2020 | Eduard Wambo | SWAPO  | 36,9 %        |